# Communauté de communes Cazals-Salviac
Die Communauté de communes Cazals-Salviac ist ein französischer Gemeindeverband mit der Rechtsform einer Communauté de communes im Département Lot in der Region Okzitanien. Sie wurde am 21. November 2012 gegründet und umfasst 15 Gemeinden. Der Verwaltungssitz befindet sich im Ort Salviac.

## Mitgliedsgemeinden
| Gemeinde                              | Einwohner 1. Januar 2022 | Fläche km² | Dichte Einw./km² | Code INSEE | Postleitzahl |
| ------------------------------------- | ------------------------ | ---------- | ---------------- | ---------- | ------------ |
| Cazals                                | 651                      | 10,57      | 62               | 46066      | 46250        |
| Dégagnac                              | 637                      | 37,90      | 17               | 46087      | 46340        |
| Frayssinet-le-Gélat                   | 375                      | 23,14      | 16               | 46114      | 46250        |
| Gindou                                | 357                      | 15,65      | 23               | 46120      | 46250        |
| Goujounac                             | 219                      | 10,38      | 21               | 46126      | 46250        |
| Lavercantière                         | 244                      | 14,99      | 16               | 46164      | 46340        |
| Léobard                               | 224                      | 10,30      | 22               | 46169      | 46300        |
| Les Arques                            | 214                      | 15,05      | 14               | 46008      | 46250        |
| Marminiac                             | 348                      | 22,88      | 15               | 46184      | 46250        |
| Montcléra                             | 275                      | 20,91      | 13               | 46200      | 46250        |
| Pomarède                              | 190                      | 7,04       | 27               | 46222      | 46250        |
| Rampoux                               | 102                      | 5,83       | 17               | 46234      | 46340        |
| Saint-Caprais                         | 80                       | 8,85       | 9                | 46250      | 46250        |
| Salviac                               | 1.218                    | 29,61      | 41               | 46297      | 46340        |
| Thédirac                              | 298                      | 16,51      | 18               | 46316      | 46150        |
| Communauté de communes Cazals-Salviac | 5.432                    | 249,61     | 22               | –          | –            |